# جو توري
جو توري (بالإنجليزية: Joe Torre)‏ هو لاعب كرة قاعدة أمريكي، ولد في 18 يوليو 1940 في بروكلين في الولايات المتحدة.

## وصلات خارجية
- جو توري على موقع دوري كرة القاعدة الرئيسي (الإنجليزية)
- جو توري على موقعبيزبول رفرنس.كوم (الدوري الرئيسي) (الإنجليزية)
- جو توري على موقعبيزبول رفرنس.كوم (الدوري الثانوي) (الإنجليزية)
- جو توري على موقع جمعية أبحاث البيسبول الأمريكية (الإنجليزية)
- جو توري على موقع إي إس بي إن.كوم (أم.أل.بي) (الإنجليزية)
- جو توري على موقع مشجعي الرسوم البيانية (الإنجليزية)
- جو توري على موقع قاعة مشاهير كرة القاعدة (الإنجليزية)
- جو توري على موقع IMDb (الإنجليزية)
- جو توري على موقع الموسوعة البريطانية (الإنجليزية)
- جو توري على موقع إن إن دي بي (الإنجليزية)
- جو توري على موقع قاعدة بيانات الفيلم (الإنجليزية)